# リュウキュウカジカガエル
リュウキュウカジカガエル（琉球河鹿蛙、Buergeria japonica）は、アオガエル科カジカガエル属に分類されるカエル。
2015年、オタマジャクシが水温40℃を超える温泉内に生息していることが確認された。「最も高温に耐えるカエル」として知られる。

## 分布
日本（奄美群島、沖縄諸島（八重山列島を除く）、トカラ列島）
種小名japonicaは「日本の」の意。旧和名はニホンカジカガエルだったが、カジカガエルとの混同を避けるため和名が変更された。

## 形態
体長2.5-3.5cm。オスよりもメスの方が大型になる。背面の皮膚には細かい疣がある。体色は灰褐色や褐色、黄色などで、ある程度の変色能力を持ち個体によっても体色に変異がある。背面にアルファベットの「X」字状の斑紋が入る個体もいる。後肢には暗色の横縞が入る。

## 分類
八重山列島と台湾の個体群は、従来リュウキュウカジカガエルとされていたが、2020年にヤエヤマカジカガエル（八重山河鹿蛙、Buergeria choui）として新種記載された。

## 生態
低地から山地までの草原、森林、河川などの様々な環境に生息する。地表棲で、あまり樹上に登ることはない。夜行性。
食性は動物食で、昆虫、節足動物などを食べる。
繁殖形態は卵生。池沼、水溜り、排水溝、タイドプールなどに卵を産む。幼生は2-3か月で変態し、幼体になる。

## 温泉ガエル
台湾では、かつて同種とされたヤエヤマカジカガエルのオタマジャクシが数カ所の温泉に生息することが報告されていた。これらの個体群は耐熱性が高く水温も37°C前後を好んだことから、温泉に生息できると考えられていた。
2015年9月9日、口之島の地熱温泉であるセランマ温泉で温泉に生息するリュウキュウカジカガエルのオタマジャクシが発見された。生息している水域の最高水温は46.1°Cであったが、オタマジャクシは1匹しか見つからなかった。複数(少なくとも4匹)のオタマジャクシが見つかった水たまりの最高水温は41.5°Cであり、34.6～37.2°Cの水域に多く生息していることが確認された。
2016年には複数の個体群を調査し、耐熱性が島の個体群全体で維持されていることが確認された。島が小さく火山起源であることから、トカラ列島で自然に形成される水域は主に温泉に限られている可能性がある。そのため本種は高い耐熱性により温泉を繁殖の場として利用し、これらの島で生き延びることができた可能性がある。
2016年に「最も高温に耐えるカエル」としてギネス世界記録に登録された。